# Ululodes smithi
Ululodes smithi is een insect uit de familie van de vlinderhaften (Ascalaphidae), die tot de orde netvleugeligen (Neuroptera) behoort. 
Ululodes smithi is voor het eerst wetenschappelijk beschreven door Banks in 1938.